# Auberive
Auberive – miejscowość i gmina we Francji, w regionie Grand Est, w departamencie Górna Marna.
Według danych na rok 1990 gminę zamieszkiwały 233 osoby, a gęstość zaludnienia wynosiła 3 os./km².

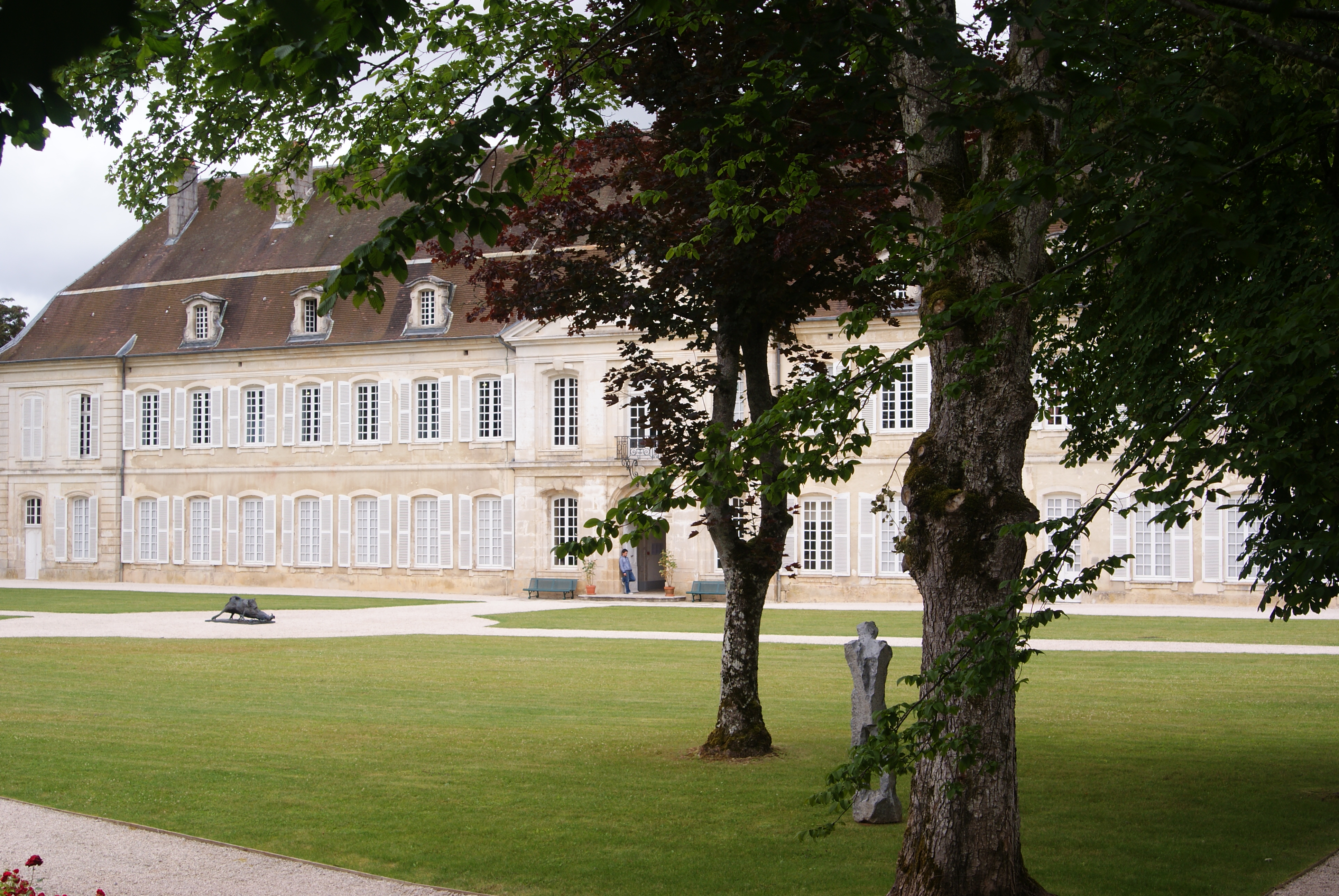
Zamek Longuay w Auberive, 2008